# Francis Bacon
Francis Bacon (n. 22 ianuarie 1561, Londra - d. 9 aprilie 1626, Londra) a fost un filosof, om de știință, jurist, orator, autor englez. A trăit la curtea engleză în timpul domniei lui Elisabeta I a Angliei și apoi în timpul domniei lui Iacob I al Angliei.
Nu trebuie confundat cu Francis Bacon (pictor) (1909 - 1992) sau cu filozoful Roger Bacon (1214 - 1294).
A fost Procuror General și Lord Cancelar al Angliei.
Bacon a fost numit și creatorul empirismului. A fost înnobilat în 1603 (fiind primul om de știință care a primit titlul de cavaler), și creat Baron Verulam în 1618 și Viconte Sf. Alban în 1621. A murit de pneumonie în timp ce studia efectele de congelare pentru conservarea cărnii. La scurt timp după înmormântarea acestuia, peste 30 de minți strălucite au adunat 32 de elogii ce au fost publicate în latină. A lăsat bunuri în valoare de £7,000, teren de £6,000 (după vânzare), însă datoriile sale erau mai mult decât £23,000, adică peste £3m în valorile curente. 

## Biografie

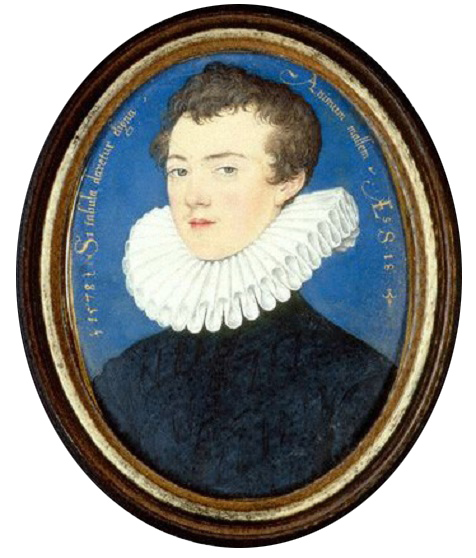
Miniatură reprezentându-l pe Francis Bacon la 18 ani. Inscripția din jurul capului spune:"dacă cineva ar putea picta mintea lui"

S-a născut în 22 ianuarie 1561, fiind cel mai mic dintre cei cinci fii ai lui Sir Nicholas Bacon și a celei de-a doua soții a acestuia, Anne (Cooke) Bacon, fiica unui remarcat umanist, Anthony Cooke. Sora mamei lui era căsătorită cu William Cecil. Francis Bacon a fost educat ca un adevărat gentleman. Având sănătatea precară, primii ani de studiu i-a petrecut acasă, având ca tutore pe John Walsall, care fusese pregătit la Oxford și avea înclinații spre puritanism.
Pe 5 aprilie 1573, Francis Bacon intră la Trinity College, Cambridge. Studiază în latină, conform stilului epocii. La Cambridge o întâlnește pentru prima oară pe regina Elisabeta I, care impresionată de inteligența sa precoce, obișnuia să-l numească tânărul lord păstrător. Studiind lucrările lui Aristotel, își dă seama că multe din concepțiile științifice ale acestuia erau eronate. În iunie 1576, Bacon intră la Gray's Inn la Londra, una din școlile unde se studia jurisprudența și avocatura. Trei luni mai târziu pleca în Franța cu Sir Amias Paulet, ambasadorul englez la Paris. Despre Franța va păstra o părere negativă care se va nota în Notes on Present State of Christendom, scrisă în 1582. Scrie că regele Henric al III-lea pare a fi un om dedicat plăcerilor, petrecerilor, curtezanelor și dansului, iar Franța o țară profund coruptă, rău administrată, săracă și aproape de ruină. Următorii trei ani vizitează Blois, Poitiers, Tours, Italia și Spania. În timpul călătoriilor sale a studiat limba, dreptul civil și arta guvernării, în timp ce îndeplinea sarcini diplomatice de rutină. În mai multe ocazii a livrat scrisorile diplomatice în Anglia pentru  Francis Walsingham, William Cecil, Robert Dudley și pentru regină.
În 20 martie 1579, se întoarce în grabă în Anglia din cauza morții tatălui său. Tatăl său pusese bani deoparte pentru a cumpăra o proprietate pentru fiul său mai tânăr, dar a murit înainte de a face acest lucru, astfel Francis a primit doar o cincime din moștenire. După ce a împrumutat bani, a intrat în datorii.
Cât despre viața personală, la vârsta de 36 de ani, a curtat-o pe Elizabeth Hatton, o tânără văduvă de 20 de ani. Se presupune că femeia a decis despărțirea acceptând căsătoria cu rivalul mai înavuțit, Edward Coke. Ani mai târziu, Francis Bacon scria despre regretul asupra unui mariaj cu Hatton ce nu a avut loc. 9 ani mai târziu, Bacon s-a căsătorit cu Alice Barnham, în vârstă de 14 ani, pentru care a scris două sonete, proclamându-și iubirea. Au avut loc divergențe în această căsătorie datorită resurselor financiare, Alice fiind interesată de faimă și bani. Aceasta a scris o carte, "Viața lui Alice Barnham" (Life of Alice Barnham) în care admitea că, din cauza datoriilor, călătorea pentru a cere favoruri și asistența materială a prietenilor. Aceasta a fost dezmoștenită după ce F. Bacon a aflat de relația ei secretă cu Sir John Underhill, filozoful rescriindu-și testamentul în care a fost foarte generos, lăsându-i teren, venituri, bunuri, toate acestea urmând a fi revocate. S-a vorbit și despre sexualitatea acestuia, și s-a luat în calcul până și un proces cu acuzația de pederastie, fratele său (Anthony Bacon) primind aceeași învinuire. Totuși, în lucrarea sa Noua Atlantidă, el descrie insula sa utopică ca fiind cea mai castă națiune sub rai, în care nu exista prostituție, adulter, mai apoi spunând ca nu există vreo urmă de iubire masculină.
Cronologie
1561    22 ianuarie-Se naște la York House, în Londra, Francis Bacon, cel de-al cincilea fiu (și ultimul) al lui Sir Nicholas Bacon (lord păstrător al Marelui Sigiliu) și al celei de-a      doua soții a acestuia, Lady Anne Bacon, fiica lui Sir Anthony Cooke și cumnata lui Sir William Cecil, Lord Burghley. Sir Nicholas mai avea trei fii și trei fete din prima căsătorie (cu Jane Ferneley) și un fiu cu Lady Anne, Anthony.
1573    5 aprilie-Pleacă la Trinity College, Cambridge, însoțit de fratele său Anthony; este înmatriculat pe 10 iunie. Cei doi vor studia cu John Whitgift, mai târziu arhiepiscop de Canterbury. 
1575   Decembrie-Părăsește Cambridge. 
1576   Este admis la Gray's Inn, Londra, împreună cu Anthony, urmând a studia dreptul. 
1576-1579   Călătorește pe continent, însoțindu-l pe Sir Amias Paulet, ambasadorul englez la Paris. 
1579   22 februarie-Moare tatăl său. 20 martie-se întoarce în Anglia. Studii de avocatură la Gray's Inn. Anthony începe o carieră în spionaj.
1580   Este ales membru al Parlamentului pentru Bossiney, Cornwall. 
1582   27 iunie-Este admis ca avocat la Gray's Inn (Utter Barrister). 
1584   23 noiembrie-Membru al Parlamentului pentru Weymouth și Melcombe Regis. 
1586   29 octombrie-Membru al Parlamentului pentru Tauton. Avansează în cariera juridică de la Gray's Inn (devine Bencher). 
1587   Este ales Reader la Gray's Inn. 
1588   Intră în cercul lordului Essex: Anthony i se va alătura în 1592, după întoarcerea sa din Franța. 
1589   Membru al Parlamentului pentru Liverpool. Este însărcinat să pregătească un document oficial care să justifice politicile religioase ale reginei, Advertisement touching the Controversies of the Chruch of England (ACE) 
1592   Însărcinat să scrie Certain Observations made upon a Libel published this present year, 1592 (SEH VIII: 146-208), ca răspuns la un pamflet iezuit. Redactează Of Tribute, or Giving that which is due (Bacon 1996:22-51), probabil la sugestia lui Essex, în vederea unei reprezentații la Gray's Inn. 
1593   4 februarie-Membru al Parlamentului pentru Middlesex. 2 și 8 martie-Se opune în Parlament solicitării reginei de a crește taxele și cade în dizgrația ei. 
1594   Devine consilierul legal al reginei. Redactează Gesta Grayorum (SEH VIII:329-342) pentru sărbătorile de la Gray's Inn. 
1595   Scrie la îndemnul lui Essex Of Love and Self-Love (SEH VIII:376-386) în cinstea zilei de naștere a reginei (17 noiembrie) 
1596   Redactează Maxims of the Law (SEH VII: 313-387). 
1597   februarie-Prima ediție a Essays (London: Printed for Humfrey Hooper) [Ess], publicate împreună cu Meditationes sacrae (SEH VII: 229-242 / 243-254) și Places of perswaison and disswasion [Of the Coulers of Good and Evil] (SEH VII: 73-92). Membru al Parlamentului pentru Ipswich. 
1600   24 octombrie-Double Reader la Gray's Inn. 
1601   19 februarie-Este unul dintre acuzatori la procesul lui Essex pentru trădare. Regina îi cere să scrie A Declaration of the Practices And Treasons attempted and commited by Robert late Earle of Essex [...] (London: Imprinted by Robert Barker; SEH IX: 245-276). Mai-moartea lui Anthony. 27 octombrie: membru al Parlamentului pentru Ipswich 
1602   Probabil în acest an redactează CF
1603   24 martie-Moartea reginei Elisabeta, urmată la tron de Iacob I. 23 iulie-Bacon este făcut cavaler de către noul rege, alături de alți 300. Publică anonim A brief discourse touching the happie union of the kingdomes of England and Scotland (London: Printed for Foelix Norton; SEH X: 90-99). Redactează De interpretatione naturae proemium (SEH III: 518-520), Temporis partus masculus [TPM], Valerius terminus [VT].  
1604    Martie-Membru al Parlamentului pentru Ipswich. Iunie: Publică Sir Francis Bacon his apologie, in certaine imputations concerning the late Earle of Essex (London: Printed for Felix Norton [ACI] și (anonim) Certaine considerations touching the better pacification, and edification of the Church of England (London: Printed for Henry Thomes SEH X: 103-127). 18 august: Este numit Learned Counsel al regelui. Redactează Cogitationes de natură rerum (SEH III: 15-35), Cogitationes de scientia humana (SEH III: 183-198). 
1605   Octombrie-Publică The Two Books of Francis Bacon of the Proficience and Advancement of Learning (London: Printed for Henrie Tomes) [AL]. 
1606   10 mai-Se însoară cu Alice Barnham, fiica de 14 ani a unui bogat consilier municipal londonez. 
1607   17 februarie-Ține un discurs fulminant în Parlament în favoarea unirii Scoției cu Anglia și a naturalizării cetățenilor scoțieni. 25 iunie-Este numit Solicitor-General. Redactează Cogitata et visa [CV], Filum labyrinthi (SEH III: 496-504), Partis instaurationis secundae delineatio et argumentum (SEH III: 547-557). 
1608   Este numit trezorier la Gray's Inn. Redactează In felicem memoriam Elizabethae (SEH VI: 291-303), Of the true Greatness of Britain [TGB], Redargutio philosophiarum [RPh]. 
1609   Publică De sapientia veterum (Londini: Excudebat Robertus Barkerus) [DSV]; o traducere engleză realizată de Sir Arthur Gorges va apărea în 1619 (London: Imprinted by Iohn Bill). 
1610   februarie-Membru al Parlamentului pentru Ipswich. August-moare mama sa. 
1611   Redactează Phaenomena universi [PhU], De vijs mortis [DVM], De fluxu et refluxu maris (OFB VI: 63-93). 
1612   Publică o ediție augmentata a Essays (London: Imprinted by John Beale). Redactează De principiis atque originibus [DPAO], Descriptio globi intellectualis [DGI], Thema coeli (OFB VI: 171-193). 
1613   26 octombrie-Este numit Attorney-General. 
1614   Ianuarie-Publică The charge of Sir Francis Bacon Knight, his Maiesties Attourney generall, touching duells [...] (London: Printed for Robert Wilson; SEH XI: 399-416). Aprilie-Membru al Parlamentului pentru Cambridge. 
1616   25 mai-Este acuzator în procesul intentat împotriva lordului și contesei Somerset pentru otrăvirea lui Sir Thomas Overbury. 9 iunie-este numit Privy Councillor. Intră în grațiile ducelui de Buckingham 
1617   7 martie-Este numit lord păstrător al Marelui Sigiliu. 
1618   Ianuarie-Este numit lord cancelar. 12 iulie-Este înnobilat baron de Verulam. Participă la procesul împotriva lui Sir Walter Ralegh, condamnat și executat. 
1619   Implicat în procesul împotriva lordului Suffolk. Moare regina Anne. 
1620   12 octombrie-publică Instauratio magna [IM], cuprinzând "Praefation", Distributio operis [DO], Novum organum [NO], Parasceve ad historiam naturalem [PAH] (Londini: Apud Ioannem Billium). 
1621   27 ianuarie-Este înnobilat viconte de St. Albans. 3 mai: Este condamnat de Cameră Lorzilor sub învinuirea de a fi luat mită; este demis din funcția de lord cancelar și întemnițat pentru scurtă vreme în Turnul Londrei. 23 iunie: Se retrage la Gorhambury. 
1622   Martie-Publică Historie of the Raigne of King Henry the Seventh (London: Printed by W.Stansby for Matthew Lownes, and William Barret) [HVII]. Noiembrie-publică Historia naturalis et experimentalis ad condendam philosophiam [HNE], partea I: Historia ventorul (Londini: In officina Io. Hauiland, impensis Matthaei Lownes & Guilielmi Barret). Redactează An Advertisment touching an Holy Warre [AHW], Abecedarium novum naturae [ANN]. 
1623   Ianuarie-Publică partea a II-a a proiectului de istorii naturale: Historia vitae et mortis (Londini: În officina Io.Haviland, impensis Matthaei Lownes) [HVM]. Octombrie-publică De augmentis scientiarum, într-un volum ce purta titlul Opera Francisci Baronis de Verulamio, vice-comitis Sancti Albani (Londini: În officina Ioannis Haviland) [DAS]. Redactează Historia densi et rari [HDR]. 
1624   Decembrie-Publică Apophthegms new and old (London: Printed for Hanna Barret, and Richard Whittaker) [Apo] și The translation of certaine Psalmes into English verse (London: Printed for Hanna Barret, and Richard Whittaker; OFB VIII: 281-290). Redactează Considerations touching a War with Spain (SEH XIV:469-505), Magnalia naturae (SEH III: 167-168). 
1625   27 martie-Moare Iacob și îl succeda fiul sau, Carol I. Aprilie-Bacon este destituit oficial din funcția de Privy Councillor. Publică ultima ediție a Ess (London: Printed by Iohn Haviland for Hanna Barret). 
1926   9 aprilie-Moare la Londra, în casa din Highate a lordului Arundel. 
1626-1627   William Rawley începe publicarea operelor postume: apar, tipărite într-un singur volum Sylva Sylvarum [SS] și New Atlantis [NA] (London: Printed for William Lee). Acest volum compozit va deveni cea mai populară dintre scrierile baconiene de-a lungul secolului al XVII-lea (17 ediții până la sfârșitul secolului). 
1629-1659 Rawley publică Certaine Miscellany Works (London: Printed by I. Hauiland for Humphrey Robinson, 1629), Operum moralium et civilium (Londini: Exculum typis Edwardi Griffini, 1638), Resuscitatio [ alături de "Viața" lui Bacon scrisă de Rawley, publicată după ultima versiune în SEH I: 1-18] (London: Printed by Sarah Griffin, for William Lee, 1657), Opuscula varia posthuma (Londini: Ex officina R.Danielis, 1658).

## Opera
„În toate lucrurile, și în special în cele mai dificile, nu putem să ne așteptăm să semănăm și să recoltăm în același timp, ci este necesară o lentă pregătire, până când acestea maturează gradual.
Sermones fideles sive Interiora Rerum, n. XLV”

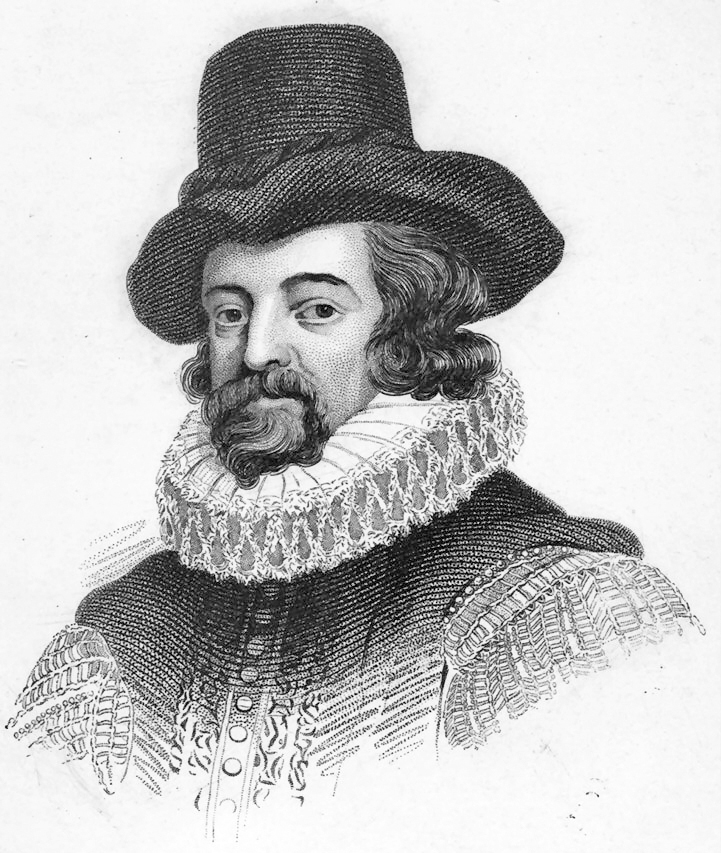
Francis Bacon

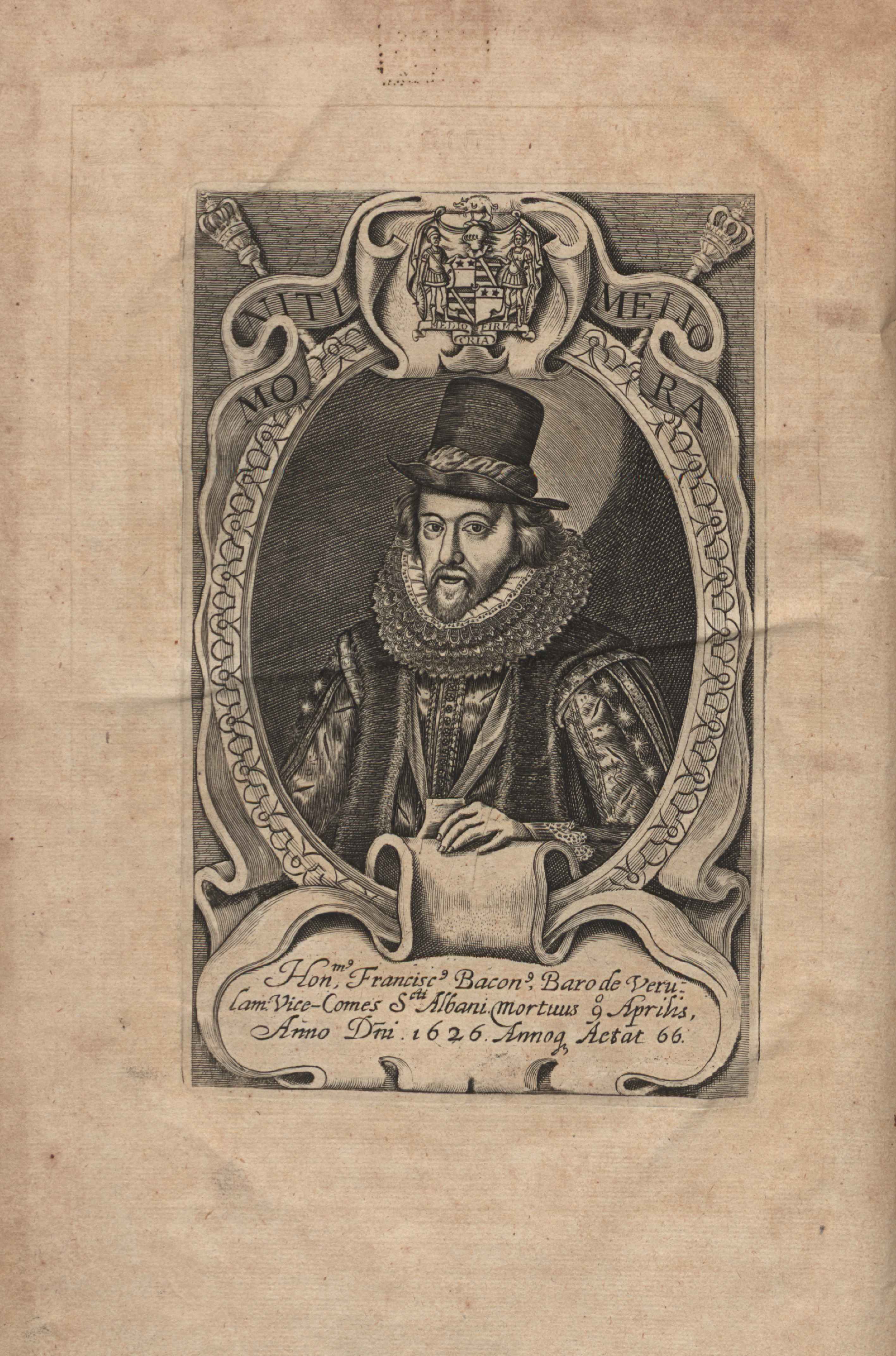
Bacon, Sylva sylvarum

O gândire enciclopedică și originală, dublată de un remarcabil talent literar, a făcut ca scrierile baconiene să inspire mișcări intelectuale precum marile proiecte de reformă religioasă și socială din Anglia anilor 1640-1660, înființarea primelor academii științifice în Anglia și Franța, Iluminismul francez sau proiectul unei științe universale de tip inductiv.
Opere principale: 
Essays (1597);
The Two Books of Francis Bacon of the Proficience and Advancement of Learning (1605);
De sapientia veterum (1609);
Novum organum (1620);
Historia naturalis et experimentalis ad condendam philosophiam (1622);
De augmentis scientiarum (1623);
Apophthegms new and old (1624);
Sylva Sylvarum. New Atlantis (1626-1627).
Trăind în epoca nașterii științei moderne, Bacon și-a asumat sarcina elaborării unei metode noi, adecvate, care în opoziție cu scolastica sterilă, să favorizeze cercetarea științifică, cunoașterea și dominarea naturii de către om.
Condiția prealabilă a făuririi științei și metodei noi o constituie, pentru Bacon, critica cunoștințelor existente și inventarierea cât mai exactă a rezultatelor științei. Astfel obține o clasificare în funcție de trei criterii (ce presupun "diviziunea sufletului") - memoria, imaginația, rațiunea. Istoria naturală sau civilă este o știință a memoriei, poezia narativă sau dramatică și parabolică este o știință a imaginației. Pentru științele rațiunii (domeniul filosofiei), există o clasificare mai amănunțită și anume: filosofia primă (știința axiomelor), știința despre Dumnezeu (teologia), știința despre natură (speculativă: fizica-cauze materiale și eficiente; metafizică-cauze formale și finale), știință despre om (practică: mecanica; magia naturală-arta invențiilor), continuând cu domeniul logicii, morala. Al doilea pas constă în eliberarea spiritului uman de sub tirania diverselor erori, prejudecăți și iluzii, denumite de el idoli (ai tribului, care țin de natura umană și se pot clasifica în simțuri și intelect; ai peșterii, determinați de educația fiecărui om, are un caracter individual; ai forului sau pieței publice, prin care sunt desemnate neconcordanțele limbajului cu viața reală, cu societatea; ai teatrului, generați de autoritatea tiranică a vechilor sisteme filosofice bazate pe eleganță și coerență). Ultima treaptă reprezintă elaborarea unei metode, iar aceasta va fi metoda inductiv-experimentală, întrucât filosoful consideră că prin deducție, premisele sunt neverificabile. Inducția este simplă, și pornește de la fapte din experiența curentă, neanalizată sau curentă atunci când pornește de la fapte verificate, organizate. 
Menționăm descrierea unui tabel al esenței și prezenței (cazuri în care o natură simplă se manifestă), tabel al deviației sau absenței (cauze în care natura simplă e alterată sau lipsește) și un tabel al gradelor sau comparației (cazuri în care natura simplă variază, astfel încât se pot identifica grade de variații ce se pot compara).
Bacon este inițiatorul empirismului și senzualismului modern: simțurile ne dau cunoștințe certe și constituie izvorul tuturor cunoștințelor. Știința adevărată se dobândește prin prelucrarea metodică, rațională a datelor senzoriale. Bacon pune astfel în opera sa principală Novum Organum (1620) bazele metodei inductive, caracterizată prin folosirea analizei, comparației, observației și experimentului. Considerând lumea ca fiind de natură materială, iar mișcarea ca o proprietate inalienabilă a materiei, Bacon recunoaște existența a multiple forme de mișcare și a diversității calitative a naturii. Accentuarea unilaterală a rolului analizei și al inducției în cunoaștere, în detrimentul sintezei și al deducției, conceperea pur analitică a experimentului (menit să separe unele de altele 'formele' sau 'naturile' prezente în corpuri pentru a determina esența fiecăreia) au conferit metodei baconiene un caracter metafizic (nondialectic). 
Bacon a scris și o utopie neterminată, Noua Atlantidă imaginând o societate organizată pe baze raționale, științifice, dar în care erau menținute diferențieri de clasă.
Acesta a influențat gândirea asupra unei probleme de etică aplicată, eutanasia, susținând că "medicii au obligația să folosească știința lor, astfel încât cei muribunzi să iasă din viață cât mai ușor posibil și fără dureri". Bacon folosește termenul de "eutanasie exterioară" când este vorba de activitățile medicului care privesc o moarte ușoară, iar termenul de "eutanasie interioară", când este vorba de pregătirea psihică a muribundului pentru înfruntarea morții". Astfel, Bacon este considerat cel care a folosit pentru prima data cuvântul "eutanasie"  cu sensul de uciderea celui care este suferind.
A realizat schimbări asupra sistemului de legi, Harvey Wheeler (în lucrarea Francis Bacon's Verulamium—the Common Law Template of The Modern in English Science and Culture)  punând pe seama filosofului crearea unor trăsături caracteristice cum ar fi:
- folosirea cazurilor ca depozit de probe despre "legea nescrisă";
- determinarea unei semnificații a precedențelor exclusiv prin principii de evidență și logică;
- tratarea rezumatului juridic contrar ca ipoteză adversă despre aplicarea "legii nescrise" unui nou set de fapte.

Despre cunoaștere, Francis Bacon spune că ea se împarte în cunoașterea celor divine și filozofie. În filozofie, cunoașterea merge spre Dumnezeu, spre natură sau este întoarsă asupra sinelui, și astfel rezultă trei cunoașteri diferite: filozofia divină, filozofia naturală, filozofia umanului. 
"Toata filozofia este marcată sau imprimată cu acest triplu tipar, al puterii lui Dumnezeu, al diferențelor naturale și al folosului omenesc."

## Aforisme
- Știința înseamnă putere.
- Oamenii nu pot stăpâni natura decât supunându-se legilor ei.
- A cunoaște cu adevărat înseamnă a cunoaște prin cauze

exprimă plastic spiritul epocii.
- Cititul îl face pe om deplin; vorbirea îl face prompt ,iar scrisul îl face exact.
- Puțină știință depărtează de Dumnezeu. Multă știință apropie de Dumnezeu.